# قلعة بويار (برنامج مسابقات)
قلعة بويار (بالفرنسية: Fort Boyard)‏ هو برنامج مسابقات أنشأه جاك أنطوان وثم بثه لأول مرة في 7 يوليو 1990 (بعنوان Les Clés de Fort Boyard مفاتيح قلعة بويار ليتم اختصاره في السلسلة الثانية سنة 1991 إلى قلعة بويار فقط) وقد حظي البرنامج بشعبية كبيرة حتى يومنا هذا. وقد ثم بث العديد من نسخه حول العالم ولاقت نجاحا كبيرا في العديد من البلدان على مدار 25 عاما. يتم تمثيل البرنامج ونسخه المختلفة للبلدان الأخرى في قلعة بويار في إقليم شرنت مريتيم بفرنسا.

## فكرة البرنامج
تم تصويره في قلعة بويار التي يحمل اسمها والواقعة بين جزيرتي إيكس وأوليرون، قلعه بويار هو برنامج مسابقات يقوم فيها فريق من المرشحين (ثلاثة في عام 2010) بتنفيذ مختلف الاختبارات البدنية والفكرية للحصول على الكنز.

## الخلفية والتاريخ

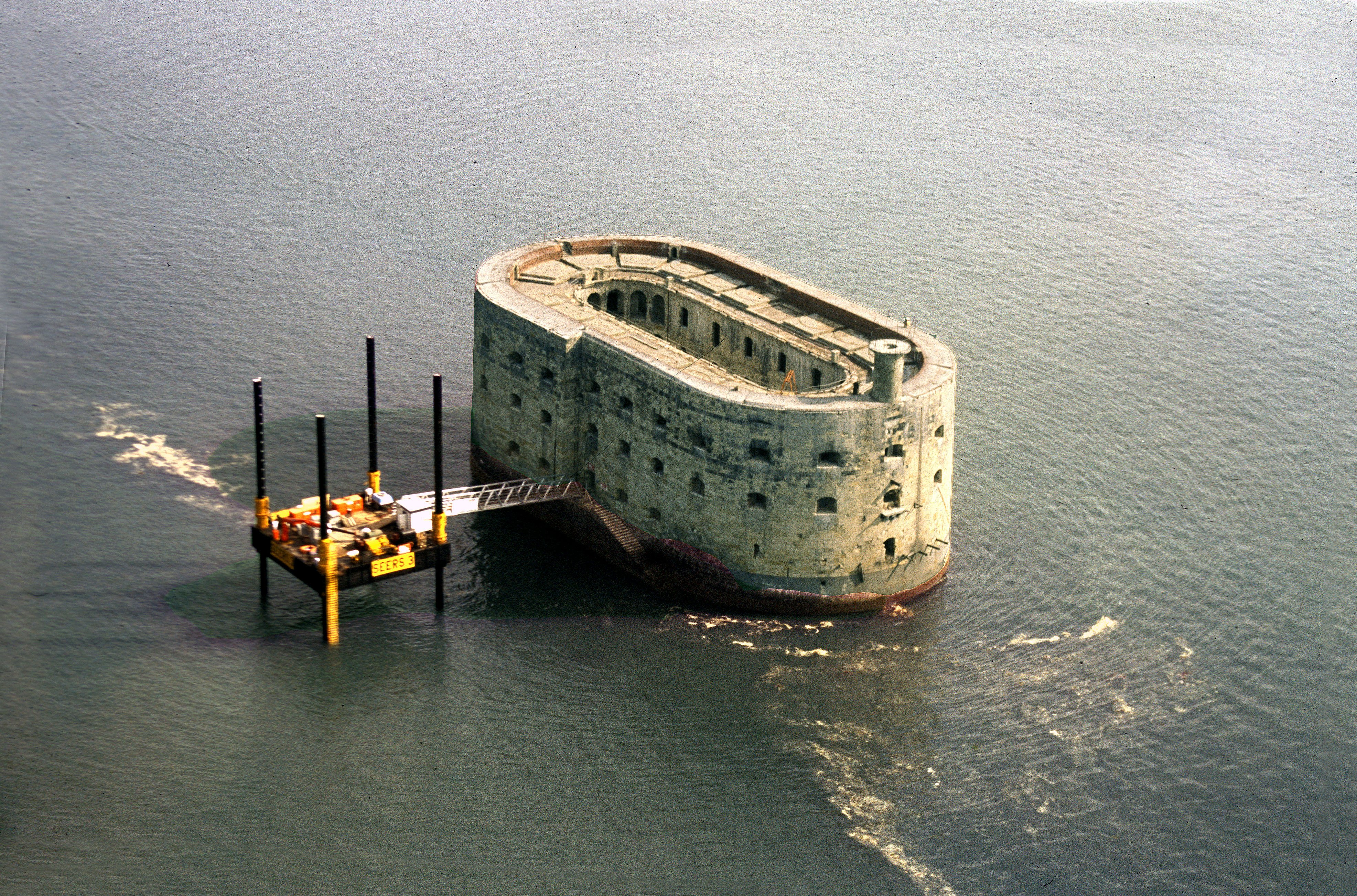
قلعة بويار، الذي تم تصويره في عام 1989، أثناء أعمال التجديد مع منصة الوصول الأصلية المثبتة بالفعل. لم يتم إعادة بناء برج المراقبة بعد.

في عام 1980، كاد فيليب دي ديوليفولت، أحد مقدمي برنامج La Chasse aux Trésors (النسخة الفرنسية الأصلية من Treasure Hunt) على قناة Antenne 2، أن يغرق أثناء محاولته الوصول إلى قلعة بويار في بحر هائج. وظل عالقًا لمدة ثلاث ساعات قبل أن يتم إنقاذه بطائرة هليكوبتر. ألهمت هذه الحلقة جاك أنطوان (مبتكر La Chasse aux Trésors) في إنشاء برنامج الألعاب التلفزيوني Fort Boyard.
تم تصور فكرة قلعة بويار ورسم الخطوط العريضة لها في عام 1986، في اجتماع عقد مع أنطوان للبحث عن برنامج ألعاب ليحل محل Treasure Hunt. تتشكل فكرة برنامج ألعاب جماعي، مقتبس من ألعاب لعب الأدوار مثل Dungeons & Dragons، في برج غامض يسكنه شخصيات غير عادية، هدفهم العثور على كنز، في السنوات التالية.
أثناء البحث عن موقع تصوير، زار فريق الإنتاج حصن بويارد في أبريل 1987، وتم شراء هذا الحصن الواقع بين جزيرة إيل دايكس وجزيرة أوليرون في مضيق بيرتويس دانتيوش في نوفمبر 1988 مقابل مليون ونصف فرنك. أعادت شركة الإنتاج بيع الحصن إلى مقاطعة شارينت ماريتيم مقابل فرنك رمزي، مما أدى إلى اضطرار السلطة المحلية بعد ذلك إلى تولي مسؤولية جميع أعمال التجديد، والتي جرت منذ يوليو 1989، وضمان الاستخدام الحصري للموقع لشركة إنتاج أنطوان. بسبب الظروف الجوية، تم بناء مجموعات العرض على مرحلتين: بين بداية التجديد وأكتوبر 1989 ثم الربيع التالي، وتم الانتهاء منها قبل وقت قصير من اليوم الأول من التصوير في 30 يونيو 1990. بدأ بث النسخة الفرنسية الأصلية، تحت اسم Les Clés de Fort Boyard (بالعربية: مفاتيح قلعة بويار)، في 7 يوليو 1990 واستضافها باتريس لافونت وفي الأصل ماري تالون، لاحقًا صوفي دافانت، على Antenne 2.

### 1989–90: بيع المفهوم في المملكة المتحدة
كانت المملكة المتحدة وقناة Channel 4 أول دولة تشتري برنامج الألعاب Fort Boyard (المعروف آنذاك باسم Les Clés de Fort Boyard). بعد مناقشات مع المنتجين الفرنسيين، قررت شركة الإنتاج Chatsworth Television (التي كانت في ذلك الوقت منتجة برنامج Treasure Hunt على Channel 4 وInterceptor على ITV، وكلاهما أيضًا برنامجان للألعاب من تأليف أنطوان) ابتكار نسخة بريطانية وبدأت العمل على صنع مفهوم. وفقًا للمضيف ريتشارد أوبراين، كان المفهوم الأصلي المحدد "يشبه إلى حد ما Dungeons and Dragons"، حيث كان المقدم يعمل كـ "Dungeon Master".

### تصوير العرض التجريبي في لندن
تم تصوير عرض تجريبي غير تلفزيوني للعرض بتمويل من Channel 4 في استوديو في لندن مع أوبراين كمقدم، حيث لم يكن الحصن متاحًا في ذلك الوقت بسبب أعمال التجديد الجارية فيه. تظهر لقطات من الحلقة التجريبية لأوبراين، والتي تُظهر الفكرة الأولية لشريحة "غرفة الكنز" من هذا التنسيق، لاحقًا في إعلان استدعاء فريق عمل للنسخة الفرنسية، التي تم بثها في مايو 1990. يتم عرض المزيد من لقطات الحلقة التجريبية، بما في ذلك تصميم المجموعة الأساسي وبعض الألعاب الرئيسية (معظمها سيظهر في المسلسل)، في Fort Boyard: toujours plus fort! بعد الحلقة الأولى من الموسم الفرنسي الثلاثين في 22 يونيو 2019. وفقًا للمؤلف المشارك ميترسي في عام 2009، تم تصوير الحلقة التجريبية في فبراير 1989 في استوديوهات إلستري. شارك ستة متسابقين إنجليز. ليكون أقرب ما يمكن إلى الواقع، تم بناء ربع القلعة في الاستوديو باستخدام هياكل معدنية مع تركيب 18 خلية للعب الألعاب، والتي تم اختبارها جميعًا لأول مرة. كما كان هناك نمور حاضرة في التسجيل، بالإضافة إلى تمثال كبير لأبي الهول الذي أثار الألغاز (تم تعديل هذه الفكرة قليلاً لاحقًا، مع إنشاء شخصية الأب فوراس في برج المراقبة) وبعض الشخصيات مثل المصارع. وفقًا لأوبراين، كلف تسجيل الحلقة التجريبية 2 مليون فرنك (حوالي 304900 يورو)، وهو رقم قياسي في ذلك الوقت. في يونيو 2022، تم تحميل تعديل غير متزامن لمدة عشرين دقيقة من الحلقة التجريبية على وسائل التواصل الاجتماعي بواسطة بيير لوناي.
يقال إن التغييرات الكبيرة التي أرادت القناة الرابعة إجراؤها على التنسيق لم يكن من الممكن إجراؤها على الحصن، حيث كان على كل جهة بث تنتج نسختها الخاصة في ذلك الوقت أن تتبع التنسيق الفرنسي بدقة. كما طلب المنتجون الفرنسيون من تشاتسوورث تصوير نسختهم أولاً في نوفمبر 1989، لكنهم رفضوا. وبما أن القناة الرابعة كلفت العرض بسلسلة كاملة، فقد اتصل المنتج مالكولم هيورث بمبتكر فورت بويارد جاك أنطوان بشأن تطوير تنسيق بديل، مع اقتراح استخدام مناطق موضوعية كوسيلة للحفاظ على العرض جديدًا بصريًا. تم تطوير مفهوم The Crystal Maze في "يومين فقط"، مما أدى إلى إنشاء لعبة، على الرغم من تشابهها مع قلعة بويار، إلا أنها مختلفة بشكل كبير من حيث العرض والأسلوب. تم بث The Crystal Maze على القناة الرابعة لأول مرة في 15 فبراير 1990، قبل خمسة أشهر من المسلسل الفرنسي.

### الإصدارات البريطانية اللاحقة
اشترت القناة الخامسة لاحقًا حقوق برنامج Fort Boyard وصنعت نسختها البريطانية الخاصة، باستخدام المجموعة المجددة الآن، والتي تم بثها من 16 أكتوبر 1998 إلى 29 ديسمبر 2001 لأربع حلقات. تم إنتاجه بواسطة بول كيراج والإنتاج التنفيذي لريتشارد هولواي، المعروف لاحقًا بإنتاج The X Factor وبرامج أخرى رفيعة المستوى على التلفزيون في المملكة المتحدة، لصالح Grundy Productions (لاحقًا Thames Television في عام 2001). على الرغم من تحقيق القناة تقييمات معقولة، في مارس 2002 تم الإعلان عن إلغاء القناة الخامسة للبرنامج كجزء من تجديد المحطة.
تم إحياؤه لفترة وجيزة بواسطة Challenge في عام 2003 لسلسلة واحدة، مع فيلم وثائقي من عشرة أجزاء، Fort Boyard: Takes On The World، تم بثه في أكتوبر 2004. عاد قلعة بويار لاحقًا إلى التلفزيون في المملكة المتحدة في يناير 2012 بتنسيق جديد تم بثه على قناة الأطفال CITV، قلعة بويار: التحدي النهائي. انتهى هذا الإصدار في ديسمبر 2014 بعد خمسة مواسم، تم إنتاج أول موسمين منهما بشكل مشترك مع Disney XD في الولايات المتحدة.

## طاقم الممثلين

### طاقم عمل المملكة المتحدة
في المملكة المتحدة، تم استخدام مجموعتين من المقدمين لبرنامج قلعة بويار. ظهرت المجموعة الأولى خلال المواسم الأربعة الأولى من البرنامج، والتي بثتها القناة 5، وظهرت المجموعة الثانية في الموسم الخامس الذي بثته قناة Challenge عام 2003. كانت ميليندا ماسنجر (المواسم 1-4) وجودي بينفولد (المواسم 5) المقدمتان الرئيسيتان لبرنامج قلعة بويار على القناة 5 وChallenge. كانت أدوارهما تقديم المشورة والدعم للفرق، والتعليق للمشاهدين، ومطابقة ذكاء بويار، "سيد الحصن".
الشخصيات الأخرى في قلعة بويار هي:
- بويار (الذي يلعبه ليزلي جرانثام في الموسم 1-4، وكريستوفر إليسون في الموسم 5) هو "سيد الحصن"، الذي يضع التحديات التي يجب على الفريق إكمالها للفوز. في الإصدارات البريطانية من العرض، يتم تصويره كشخصية أنانية ومتسلطة وشريرة تستمتع كثيرًا بضمان إصابة المتسابقين بالخوف والفشل. صور جرانثام هذه السمات بقوة أكبر قليلاً، حيث أظهر إليسون أحيانًا تعاطفًا، أو حتى كريمًا مع المتسابقين.

- الأستاذ (جيفري بايلدون، الموسم 1-4) هو عالم غريب الأطوار أصبح مجنونًا على مر السنين نتيجة احتجازه سجينًا من قبل بويارد في "برج المراقبة". مهمته هي طرح ألغاز على المتسابقين، والتي إذا أجابوا عليها بشكل صحيح، ستعطي الفريق كلمة رئيسية أو دليل. إذا لم يجيبوا عليها بشكل صحيح، فسوف يرمي المفتاح في البحر. جنبًا إلى جنب مع الكابتن بيكر، يتحدث أيضًا إلى المتسابقين لفترة وجيزة قبل طرح الألغاز والمشاهدين.

- الكابتن بيكر (توم بيكر، الموسم الخامس)، الذي حل محل البروفيسور، هو قبطان بحري مجنون وقع في قبضة بويارد. وكان يكشف أيضًا عن كلمة المرور في نهاية كل حلقة من الموسم الخامس.

### طاقم الممثلين لقلعة بويار
هناك أيضًا طاقم Fort Boyard المقيم، والذي ظهر لأول مرة في النسخة الفرنسية، وتم عرضه لاحقًا في معظم التنسيقات الدولية الأخرى، بما في ذلك الإصدارات الأصلية في المملكة المتحدة، ومع ذلك تم استبعادهم جميعًا من قلعة بويار: التحدي النهائي:
- جاك (1990–) وجولز (1990–2009) (أندرو بوشيت وألان بريفوست على التوالي) هما قزمان يقودان الفريق عبر الحصن إلى التحدي التالي. يحل دينيس (أنثوني لابورد) لاحقًا في العرض محل جولز، الذي تقاعد في عام 2010. ظهر دينيس في الإصدارات الأجنبية منذ عام 2000 (حل محل جولز) ومنذ عام 2004 في المسلسل الفرنسي. يُطلق على الثلاثة اسم Passe-Partout وPasse-Temps وPasse-Muraille على التوالي في النسخة الفرنسية. جاك (Passe-Partout) مسؤول أيضًا عن حبس المتسابقين في زنازين الحصن إذا فشلوا في الخروج في غضون المهلة الزمنية؛ بينما يأخذ جولز (Passe-Temps)، في المسلسلات اللاحقة، ديني (Passe-Muraille) المتسابقين إلى برج المراقبة. في إصدارات المبارزة، يلعب ديني نفس دور جاك. وهذا بسبب أن فريقين يلعبان في نفس الوقت.

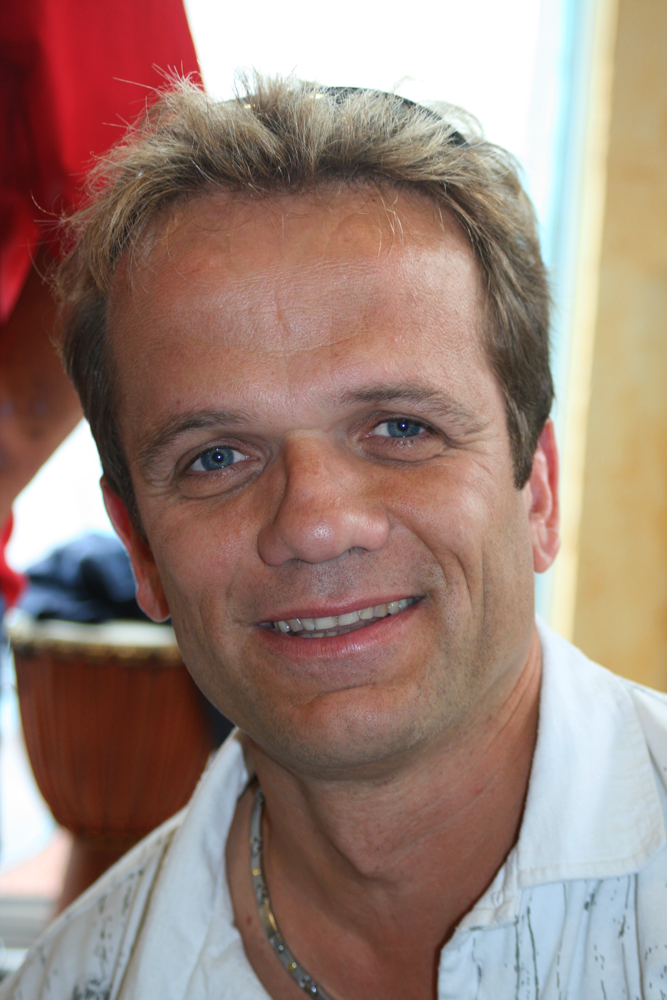
صورة أندريه بوشيه في 2009

- تدير مونيك (1991-1997، 1999-2005، 2007-) (مونيك أنجيون) تمثالًا على شكل رأس نمر لإطلاق الذهب أو إغلاق البوابة في "غرفة الكنز". يُطلق عليها اسم فيليندرا في النسخ الفرنسية، اللبنانية والمغربية و غيرها وكانت غائبة في عام 1998 وفي عام 2006، وحلت محلها كارين لو بورتييه (ابنة تييري). في عام 1998، يؤدي سيد النمر غير المسمى (تييري لو بورتييه) هذا الدور. يُطلق عليه اسم الرائد في النسخة الفرنسية. في فبراير 2022، أُعلن أن النمور ستتقاعد من الحصن، مما يعني أن الدور لن يكون مطلوبًا بعد ذلك العام فصاعدًا.
- لا بول (1994-2013، 2023) (إيف مارشيسو، 1952-2014؛ إيمانويل دوران، 2023) يدق "الجونغ" للإشارة إلى بداية ونهاية الوقت ويحبس المتسابقين في أقفاص عندما يفشلون في الخروج من غرف التحدي في الوقت المناسب. لا بول صائد حيتان، ربما وجد ملجأ في الحصن. غادر العرض في مايو 2014 لأسباب صحية. توفي مارشيسو بسرطان المريء والسكري في سبتمبر 2014 عن عمر يناهز 62 عامًا. منذ مغادرة فيليندرا، مدربة النمور، تتعامل مع صوت الجونغ (ثم داخل غرفة الكنز) بسوطها حتى تم تولي هذا الدور من قبل شخصية جديدة، بيج بو، بدءًا من عام 2020. ستعود الشخصية في عام 2023، وهذه المرة يلعبها إيمانويل دوران.
- السيد بو (2013-2019) والسيدة بو (2011-) المصارعان. حل السيد بو محل لا بول منذ عام 2014 من خلال اصطحاب السجناء إلى الزنزانة، ثم تولى بيج بو الدور في عام 2020.

## قلعة بويار حول العالم

النسخة الدولية لبرنامج قلعة بويار

قلعة بويار هو برنامج مسابقات فرنسي بث لأول مرة سنة 1990، لكن القلعة تم استخدامها أيضا من طرف محطات تلفزيونية عديدة ومن بلدان مختلفة وذلك لإنتاج نسخهم الخاصة لكل بلد. تتراوح مدة النسخ الأجنبية بين 22 إلى 80 دقيقة، وذلك حسب البلد والشكل المعتمد. في المجموع هناك 32 نسخة مختلفة من البرنامج ثم بثها حول العالم منذ 1990.
يتم تصوير البرنامج خلال أشهر الصيف (من مايو إلى يوليو، حتى أغسطس عام 2000 بسبب حضور عدد كبير من الدول) كل عام. تستغرق الإصدارات الأجنبية من البرنامج عادةً ما بين 22 و80 دقيقة لكل حلقة، حسب البلد والصيغة المستخدمة. في المجموع، تم بث 34 نسخة أجنبية حول العالم منذ عام 1990.
وبعد النجاح الذي حققته النسخة المغربية من الرنامج، يتم بث النسخة الإفريقية في 24 دولة إفريقية ناطقة بالفرنسية منذ سبتمبر 2019 على قناة Canal+ Afrique.

### الإصدارات المقترحة والمشاريع التجريبية
لم تُنتج إيطاليا قط حلقة تجريبية لبرنامج قلعة بويار إلا في عام 1991. وكان مقدم هذه النسخة غير المذاعة هو ماركو بريدولين. وفي النهاية، تم بث الحلقة التجريبية الأمريكية لقناة ABC و ديسكفري، والتي تم تصويرها في نفس العام، في 20 مارس 1993.
في ديسمبر 2005، ورد أن المنتجين الفرنسيين Adventure Line Productions كانوا في محادثات نهائية مع حوالي ثلاث شركات بث هندية لإحضار التنسيق إلى البلاد؛ ومع ذلك في النهاية لم يحدث هذا. في أكتوبر 2010، ورد أن البرازيل وتونس قد وقعتا على التصوير في عام 2011. ومع ذلك، لم يتم إنتاج أي مسلسل لاحقًا لأي من البلدين. في ديسمبر 2012، أعلنت قناة ICTV الأوكرانية أنها من المقرر أن تصور الموسم الثاني من العرض للبلاد. ومع ذلك، لأسباب غير معروفة، لم يتم التصوير. تم تأكيد تصوير نسخة صينية من العرض في منتصف سبتمبر 2015، ومع ذلك تم إلغاؤها لاحقًا بسبب مخاوف الرقابة.

### تأثيرات جائحة كوفيد-19
في عام 2020، وبسبب جائحة كوفيد-19، لم تختر أي دولة أجنبية تصوير نسختها الخاصة. وكان من المتوقع في البداية أن تحضر ست دول ذلك العام، بما في ذلك السويد والمغرب وروسيا والدنمرك. وكان هذا هو العام الأول والوحيد حتى الآن الذي تم فيه تصوير النسخة الفرنسية فقط. وألغت السويد والمغرب وأوكرانيا والنسخ الأفريقية التصوير لعام 2021 بسبب القيود الصحية المرتبطة بالجائحة، ومع ذلك، أكدت النرويج وبولندا أنهما ستعودان إلى جانب الدنمارك وروسيا.

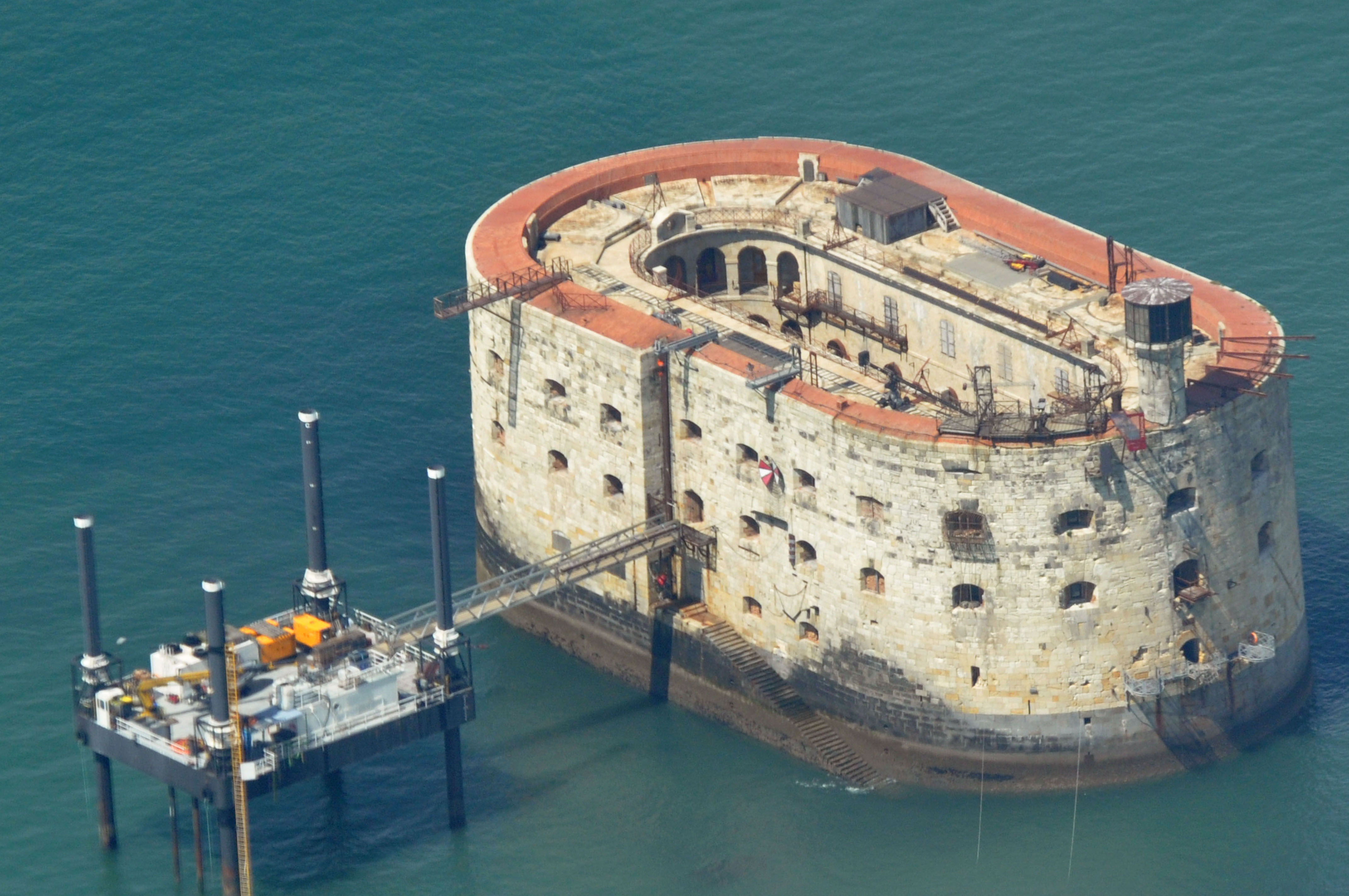
قلعة بويار كما يظهر من الجو أثناء فترة التصوير (يونيو 2021)

### الأحداث الخاصة والمنتجات الفرعية
كما تم استخدام الحصن في مناسبات خاصة خاصة في أعوام 2014 و2016 و2019 من قبل الزوار الروس وتم تصوير عروض غير تلفزيونية تضم أطفالًا للراعي الفرنسي Prince de LU من عام 2011 إلى عام 2013، مع عودة آن جايل ريتشيو كمضيفة. تم تصوير المزيد من الحلقات القصيرة التي تضم شخصية الشيف ويلي روفيلي وتحدي الأكل في يونيو 2020 وتم عرضها لأول مرة عبر الإنترنت على منصة Okoo للأطفال عند الطلب التابعة لـ France Télévisions وموقعها الإلكتروني france.tv من 14 أكتوبر 2020. تم التأكيد في يوليو 2019 على أن مليارديرًا روسيًا لم يذكر اسمه من شركة فولاذية كبيرة قد استأجر الحصن ثلاث مرات، أولاً في عام 2014 لجلسة بناء فريق ومؤخرًا لعيد ميلاده الخمسين.

### النسخة الدولية
مفتاح:
  يبث حاليا  
  انتهي 
| البلد            | العنوان المحلي                                                | المقدمون | اللغات      | القناة                                           | تاريخ البث                      |
| ---------------- | ------------------------------------------------------------- | --- | ----------- | ------------------------------------------------ | ------------------------------- |
| الجزائر          | برج الأبطال Bourj El Abtal                                    | محمد رضا وسميرة الزيتوني | العربية     | كنال ألجيري التلفزيون الجزائري الجزائرية الثالثة | 2006، 2009–2012                 |
| الأرجنتين        | Fort Boyard                                                   | Julián Weich & أراسيلي غونزاليس | الأرجنتينية | Canal 13 ‏                                        | 1999–2000                       |
| أرمينيا          | Fort Boyard                                                   | تينا كانديلاكي & Ruben Jaghinyan | الأرمينية   | Armenia TV                                       | 2009                            |
| أذربيجان         | Fort Boyard                                                   | Zaur Bakhshaliyev & Matanat Aliverdiyeva |             | ATV                                              | 2013–                           |
| بلجيكا           | De Sleutels van Fort Boyard (بالهولندية)                      | Hans Schiffers & Alexandra Potvin |             | BRT                                              | 1992                            |
| بلجيكا           | Fort Boyard (بالهولندية)                                      | Dagmar Liekens & Chris Van den Durpel |             | VT4                                              | 1999–2001                       |
| بلجيكا           | Fort Boyard (بالفرنسية)                                       | Jean-Michel Zecca & Sandrine Dans |             | RTL-TVI                                          | 2007–2008                       |
| بلغاريا          | Fort Boyard                                                   | Dimitar Pavlov and Monsieur Rochelle |             | bTV                                              | 2008                            |
| بلغاريا          | Fort Boyard 2                                                 | Dimitar Pavlov and Monsieur Rochelle | 2009        | bTV                                              |                                 |
| بلغاريا          | Fort Boyard 3                                                 | Dimitar Pavlov and Monsieur Rochelle | 2010        | bTV                                              |                                 |
| كندا · (كيبك)    | Fort Boyard (بالفرنسية)                                       | Guy Richer & France Beaudoin (1993) Guy Mongrain (1994–2001) Marie-Soleil Tougas (1994–97) سيلفي هينروتين بيرنير (1998–2001) | الفرنسية    | TVA                                              | 1993–2001                       |
| كندا · (كيبك)    | Fort Boyard (بالفرنسية)                                       | غيوم لايماي-ثايفيرج & Dave Morissette (2013–) | الفرنسية    | TVA                                              | 2014–                           |
| الدنمارك         | Fangerne på Fortet                                            | Thomas Mygind (1993–2000) Camilla Sachs Bostrup (1993–95) Kamilla Gregersen (1995–97) Camilla Ottesen (1997–2000, 2009–10) بيتر شمايكل (2009–2010) |             | TV3                                              | 1993–2000 2009–2010             |
| فنلندا           | Fort Boyard - Linnake                                         | Merja Larivaara & Kari-Pekka Toivonen |             | SuomiTV                                          | 2010                            |
| فنلندا           | Fort Boyard - Linnake                                         | Ellen Jokikunnas & Ivan Puopolo (2012) | Nelonen     | 2013                                             |                                 |
| فرنسا            | Les Clés de Fort Boyard (1990) Fort Boyard (1991–)            | باتريس لافونت (1990–99) Marie Talon (1990, first 9 episodes) Sophie Davant (1990–91) Valérie Pascal (1992) Cendrine Dominguez (1993–2002) Jean-Pierre Castaldi (2000–02) Olivier Minne (2003–present) Sarah Lelouch (2003–05) Anne-Gaëlle Riccio (2006–09) | الفرنسية    | فرنسا 2 (1990–91) فرنسا 2 (1992–)                | 7 July 1990 – present           |
| جورجيا           | Fort Boyard                                                   | Unknown | الجورجية    | Rustavi 2                                        | 2004                            |
| ألمانيا          | Fort Boyard                                                   | راينر سكوني & Rita Werner | الألمانية   | Sat.1                                            | 1990                            |
| ألمانيا          | Fort Boyard                                                   | Steven Gätjen, Alexander Mazza & سونيا كراوس (2000–01) | الألمانية   | Pro 7 ‏                                           | 2000, 2002                      |
| ألمانيا          | Fort Boyard                                                   | Andrea Kaiser & Alexander Wesselsky (2010) | الألمانية   | Kabel 1 ‏                                         | 2011                            |
| اليونان          | Fort Boyard                                                   | Christos Ferentinos & Orthoula Papadakou | اليونانية   | STAR                                             | 2004–2008                       |
| المجر            | Fort Boyard AZ ERŐD                                           | Vizy Andras & Demcsák Zsuzsa |             | TV2                                              | 2000                            |
| إيطاليا          | Fort Boyard                                                   | Unknown | الإيطالية   | Unknown                                          | 1991 (pilot)                    |
| لبنان            | حلها وأحتلها Hella wo Ehtalla                                 | طوني بارود وكارين دير كالوستيان | العربية     | LBC                                              | 2002–2003                       |
| المغرب           | جزيرة الكنز Jazirat Elkanz                                    | هشام مسرار و رشيد العلالي | العربية     | دوزيم                                            | 2015–حتى الآن                   |
| هولندا           | De Sleutels van Fort Boyard                                   | Bas Westerweel & Ria Visser | الهولندية   | Nederland 3                                      | 1991                            |
| هولندا           | De Sleutels van Fort Boyard                                   | Hans Schiffers & Alexandra Potvin | الهولندية   | Nederland 3                                      | 1992                            |
| هولندا           | Fort Boyard                                                   | Gerard Ekdom (2011–12) Lauren Verster (2012, 2014) Art Rooijakkers (2011) Freek Bartels (2014) | الهولندية   | Nederland 3                                      | 2011–12, 2014                   |
| النرويج          | Fangene på Fortet (1993–97, 1999) Nye Fanger på Fortet (2000) | Jon Michelet & Lise Nilssen (1993) Steffen Tangstad (1994) Nils Ole Oftebro (1995–96, 1999–2000) Elisa Røtterud (2000) | النرويجية   | TV3                                              | 1993–1997 1999–2002             |
| النرويج          | Fangene på Fortet                                             | دانيال فرنك (2010–11) Jenny Skavlan (2010) Henriette Lien (2011) | النرويجية   | TV3                                              | 2011                            |
| بولندا           | Fort Boyard                                                   | Robert Gonera & Katarzyna Glinka |             | TVP2                                             | 2008                            |
| روسيا            | Форт Боярд                                                    | Leonid Parfyonov & Yelena Khanga | الروسية     | NTV                                              | 1998                            |
| روسيا            | Форт Боярд                                                    | Sergey Brilev & يانا باتيرشينا | الروسية     | روسيا 1                                          | 2002                            |
| روسيا            | Форт Боярд                                                    | Leonid Yarmolnik & أوكسانا فيدوروفا | الروسية     | روسيا 1                                          | 2003–2004                       |
| روسيا            | Форт Боярд                                                    | Leonid Yarmolnik, Ekaterina Konovalova & Elena Korikova | الروسية     | روسيا 1                                          | 2006                            |
| روسيا            | Форт Боярд                                                    | نيكولاي فالويف & Anna Ardova (2013) | الروسية     | القناة الأولى الروسية                            | 2014                            |
| صربيا            | Fort Boyard                                                   | Ivan Jevtovic |             | Fox televizija                                   | 2008                            |
| صربيا            | Fort Boyard 2                                                 | Ivan Jevtovic |             | Fox televizija                                   | 2009                            |
| سلوفاكيا         | Fort Boyard                                                   | Stano Pavlik & Andy Gregor Timková |             | TV Markíza                                       | 1998–1999                       |
| كوريا الجنوبية   | Fort Boyard                                                   | Nam Hee Suk & إي هيو ري | الكورية     | SBS                                              | 2003                            |
| إسبانيا          | Fort Boyard                                                   | Paula Vazquez & Félix Álvarez | الإسبانية   | تيليسينكو                                        | 2001                            |
| السويد           | Fångarna på fortet                                            | Erik Blix & Anne Barlind (1990) غونديه سفان (1992–98, 2010–present) Agneta Sjödin (1992–94, 1998, 2010–present) Kayo Shekoni (1995–97) Hans Fahlén & Kristin Kaspersen (2003–04)                                                                           | السويدية    | TV4                                              | 1990 1992–1998 2003, 2005 2010– |
| السويد           | Fångarna på fortet                                            | Gry Forssell & Henrik Johnsson (Spring) Håkan Södergren & Linda Nyberg (Autumn) | السويدية    | TV3                                              | 2000                            |
| سويسرا           | Fort Boyard                                                   | Lolita Morena & Enrico Carpani |             | TSR                                              | 1995                            |
| تركيا            | Hazine Adasi                                                  | Yosi Mizrahl & Jancet Paçal | التركية     | ستار تي في                                       | 2000                            |
| تركيا            | Fort Boyard                                                   | Evrim Akın | التركية     | فوكس (تركيا)                                     | 2008                            |
| تركيا            | Fort Boyard                                                   | Evrim Akın | التركية     | فوكس (تركيا)                                     | 2009                            |
| أوكرانيا         | Форт Буаяр                                                    | Grigory Glady & Vita Smatcheliouk |             | 1+1                                              | 2004                            |
| المملكة المتحدة  | Fort Boyard                                                   | Melinda Messenger & ليزلي غرانثام | الإنجليزية  | Channel 5 ‏                                       | 1998–2001                       |
| المملكة المتحدة  | Fort Boyard                                                   | Jodie Penfold & كريس إليسون | الإنجليزية  | Challenge                                        | 2003                            |
| المملكة المتحدة  | قلعة بويار: التحدي النهائي (برنامج)                           | لورا هاميلتون غينو سيغرس (2011) Andy Akinwolere (2012–present) | الإنجليزية  | CITV                                             | 2012–                           |
| الولايات المتحدة | Conquer Fort Boyard                                           | كريس بيرمان & كاثي لي كروسبي (1991) | الإنجليزية  | هيئة الإذاعة الأمريكية وDiscovery                | 1993 (pilot)                    |
| الولايات المتحدة | Fort Boyard: Ultimate Challenge                               | Laura Hamilton Geno Segers | الإنجليزية  | Disney XD                                        | 2011–12                         |
| الولايات المتحدة | Fort Boyard                                                   | Laura Hamilton Chris Beerman | الإنجليزية  | Discovery                                        | 1993-2012, 2020-2021            |

بعض الدول، مثل جمهورية التشيك، قامت ببث النسخة الفرنسية فقط مدبلجة بلغتها ولم تصور نسخة خاصة بها. أما بولندا وفنلندا فقد بثتا كذلك النسخة الفرنسية مع الترجمة، وكذلك فعلت كل من أوكرانيا وروسيا قبل أن تصورا نسختهما الخاصة فيما بعد.
نسخ أخرى تم عرضها في كل من بيلاروسيا (النسخة الروسية على أو إن تي سنة 2013) و قبرص (سيغما تيفي حتى أواسط 2010) وجمهورية التشيك (بثتها قناة بريما كول منذ 2012، الفصل 3 و5 من نسخة المملكة المتحدة ونسخة فرنسا)، و إندونيسيا (على تي في 5 موند أسيا)، وماليزيا (إن تي في 7 منذ 2010، بثت الفصل 1 و2 من نسخة المملكة المتحدة) ورومانيا على برو تي قي. في فرنسا، تمت إعادة نسختهم على غولي (2006–2014) وتي في 5 موند أروبا وفرنسا 1 وفرنسا 4 منذ 6 سبتمبر 2014.

## برج المراقبة

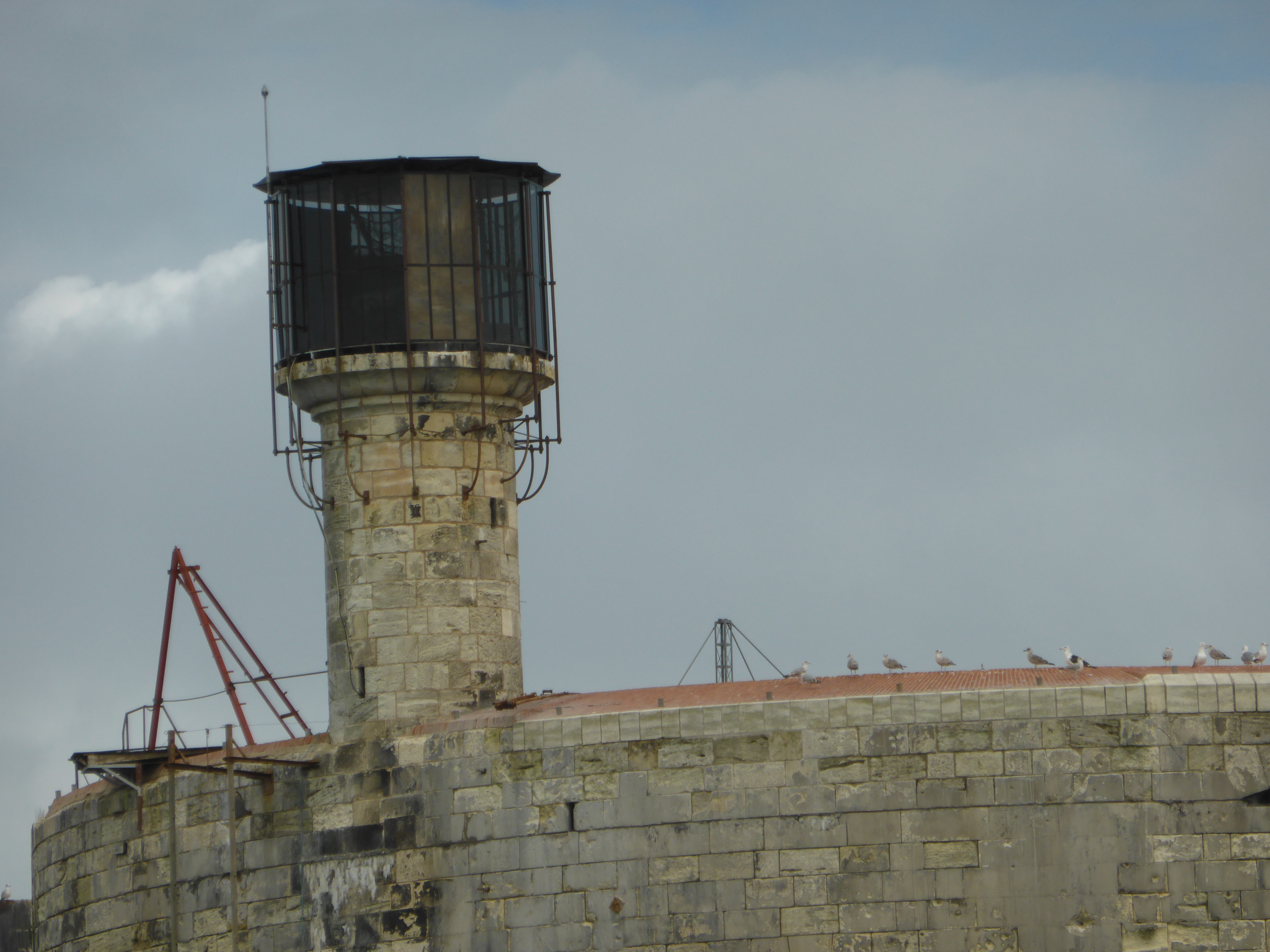
برج المراقبة في أغسطس 2014

في برج المراقبة في الحصن، تعيش شخصية غريبة الأطوار عادةً تضع ألغازًا لبعض المتسابقين؛ إذا أعطى المتسابقون الإجابة الصحيحة في غضون المهلة الزمنية، يحصلون على مفتاح. في حالة ألغاز القرائن، تكون إجابة اللغز هي كلمة القرائن، لذا حتى إذا لم يحلها المتسابق في برج المراقبة، فلا يزال بإمكانه التفكير فيها خلال بقية اللعبة. أثناء الألغاز، يمكن للمتسابق الاستمرار في التخمين حتى انقضاء الوقت (المشار إليه بواسطة جاك أو جولز يحملان ساعة رملية). إذا فشل المتسابق في تخمين الإجابة الصحيحة في غضون المهلة الزمنية، يتم "رمي" المفتاح في البحر، ويجب على متسابق آخر السباحة للحصول عليه. كان الفوز دائمًا يتم لأن أقوى سباح يستعيد المفتاح. تمت إزالة السباحة في السلسلة 5 من النسخة البريطانية، ولكن أعيد تقديمها في Ultimate Challenge كمفتاح البحر (بدون لغز برج المراقبة).
منذ عام 2006، لم يعد بإمكان المتسابقين السباحة للحصول على المفتاح؛ لقد تم وضعها في مكانها. كلمة الدليل مختلفة أيضًا وليست هي نفسها اللغز. لذلك، يجب حل اللغز في غضون المهلة الزمنية للحصول على الدليل.
في النسخة الفرنسية من 2011 إلى 2013، لم يتم استخدام برج المراقبة؛ بدلاً من ذلك، كانت هناك ثلاث رحلات إلى الخلية التفاعلية. كانت الرحلة الثانية عبارة عن لغز مرئي، في منتصف الألعاب الرئيسية تقريبًا، مع الأب فوراس على الشاشة. تم استبدال لغز الدليل بلغز هاتف حيث يكون اللاعب في كشك داخل إحدى الخلايا ولديه دقيقة واحدة لحل اللغز، الذي قدمه الأب فوراس عبر الهاتف، بينما يتم إسقاط الصراصير فوقها. يأخذ هذا شكل لعبة تسمى Abandoned Cabin، في النسخة الفرنسية. ومع ذلك، تم استخدام برج المراقبة في النسخة الروسية من العرض لعام 2012 (الدولة الوحيدة التي استخدمته في ذلك العام) وفي عام 2013 للإصدارات الأذربيجانية والكندية والسويدية.

## غرفة الكنز

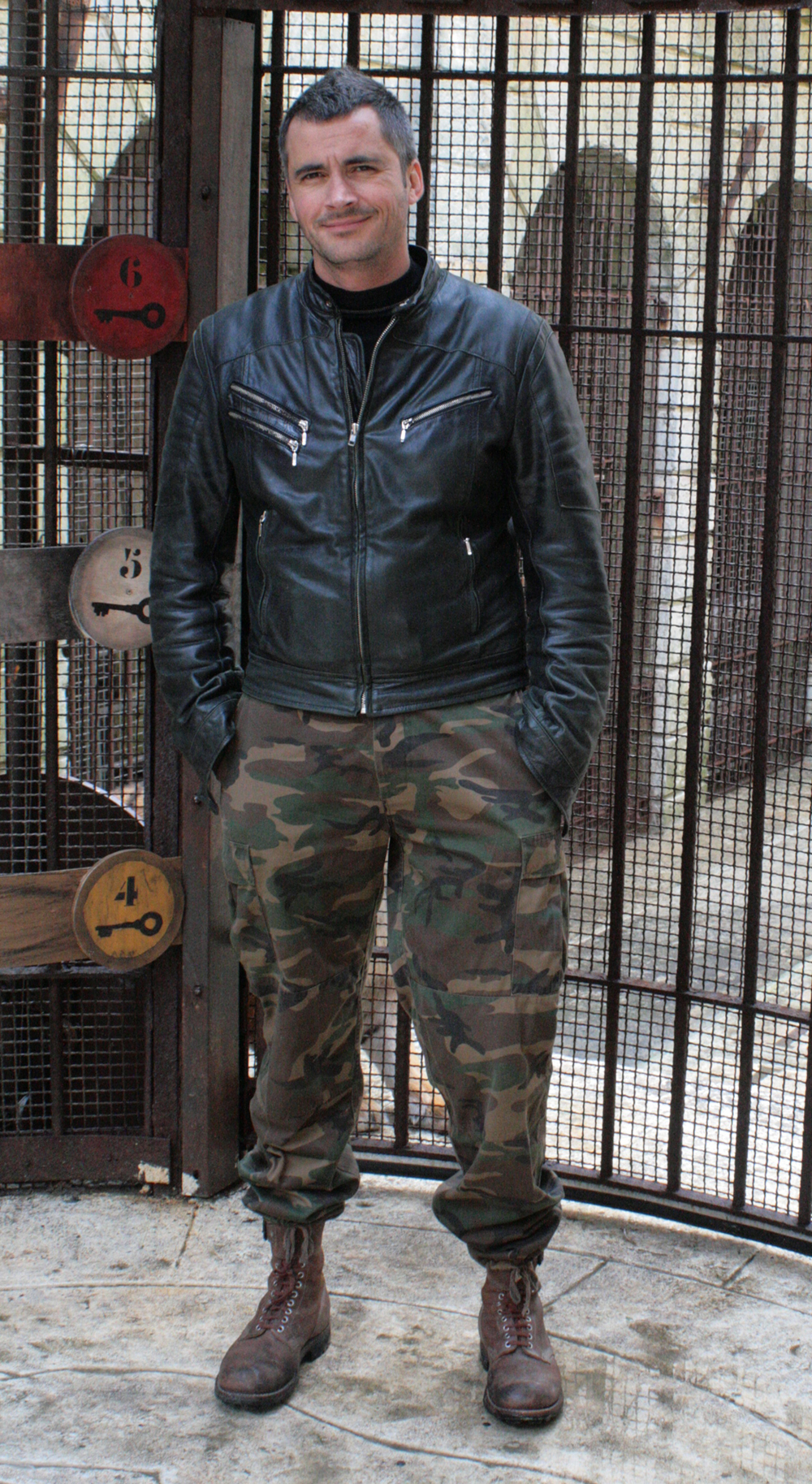
المضيف الفرنسي أوليفييه مين خارج غرفة الكنز في القلعة (مايو 2007)

غرفة الكنز (أو غرفة الكنز في Ultimate Challenge) هي ذروة كل حلقة من Fort Boyard. يتم تخزين الذهب هنا، والذي يحرسه نمور الحصن.
بمجرد أن يدق جرس الحصن للمرة الثانية، ينتهي وقت اللعبة. عندما يتم ضرب الجرس (من قبل La Boule)، يتم أخذ النمور بعيدًا بواسطة Monique، وترتفع بوابة غرفة الكنز ولن تظل مفتوحة إلا للوقت الذي تم الفوز به في Council Duels (1:30 كحد أدنى، أو 4:00 كحد أقصى في النسخة الفرنسية)، 2:00 دقيقة في السلسلة البريطانية من 1 إلى 4 (لم يتضمن الوقت المذكور 20 ثانية قبل بدء البوابة في الارتفاع) أو 3:00 دقيقة في السلسلة البريطانية 5. تتضمن الدقائق الثلاث 20 ثانية قبل بدء البوابة في الارتفاع (لفتح العبوات/تنظيم الفريق). تستغرق البوابة 30 ثانية لفتحها وإغلاقها بالكامل في كل إصدار من Fort Boyard حول العالم.
اعتبارًا من عام 2016، في النسخة الفرنسية، سيحظى المتسابقون الذين فشلوا في المبارزات أثناء تسلسل "الحكم" بفرصة تحرير أنفسهم من خلال شق طريقهم عبر مسار العقبات في غضون 2:30، مع خصم أي وقت يستخدم أكثر من 2:30 من الدقائق الثلاث التي يقضيها المتسابقون في غرفة الكنز. يتبع ذلك ألعاب إضافية تُلعب للفوز بوقت إضافي في غرفة الكنز. يتنافس أربعة أو ستة أعضاء من الفريق في مبارزة ضد "سادة الوقت". لا يوجد خطر من ضياع أي وقت مع 15 ثانية مكتسبة لكل مبارزة ناجحة، مما يجعل أقصى وقت ممكن في غرفة الكنز أربع دقائق.
إذا لم يتمكن الفريق بحلول هذا الوقت من معرفة كلمة المرور من الأدلة التي فازوا بها، فيمكنهم "التضحية" باللاعبين مقابل أدلة إضافية لمساعدتهم. يجب على اللاعبين المضحين الحصول على الدليل عن طريق وضع أيديهم في أحد مصائد الأيدي على شكل نمر حول مدخل غرفة الكنز؛ بمجرد دخول أيديهم، لا يمكنهم تحريرها والمشاركة في جمع الذهب.
يتعين على المتسابقين بعد ذلك تهجئة كلمة المرور على الأبجدية العملاقة على أرضية غرفة الكنز من خلال الوقوف على الحروف المقابلة على الشبكة واستخدام كرات المدفع إذا لم يكن هناك عدد كافٍ من اللاعبين. يجب على الفريق أيضًا التأكد من تهجئة الكلمة بشكل صحيح، حيث قد يكلفهم الخطأ الجائزة.
بمجرد القيام بذلك، تقوم مونيك/فيليندرا بتدوير رأس النمر (تمثال)، وسيتم إعلان الكلمة إما صحيحة أو غير صحيحة، ويتم إطلاق الذهب إذا كانت الكلمة صحيحة. ثم يكون لدى المتسابقين الوقت المتبقي لجمع أكبر قدر ممكن من الذهب ووضعه في دلو خارج غرفة الكنز. لا يحتفظون إلا بما يوجد في هذا الدلو؛ ولا يتم احتساب أي شيء يسقط على الأرض. عندما يقترب الوقت من الانتهاء في غرفة الكنز، يرن الجرس (في النسخة البريطانية، وفي الإصدارات الأخرى يجب رنين الجرس يدويًا)، وتبدأ البوابة في الإغلاق ببطء. يجب على المتسابقين المغادرة قبل إغلاق البوابة تمامًا لأنه عندما يغلق الباب يتم إطلاق النمور مرة أخرى في غرفة الكنز. (يتم تأخير إطلاق النمور حتى يخرج المتسابقون من غرفة الكنز، ويتم سحب باب في بعض الإصدارات لمنع إطلاق النمور). في النسخة الفرنسية لعام 1990، وفي النسخة الروسية لعام 2006 من العرض، تم "حبس" المتسابقين في غرفة الكنز. في المرة الثانية، ضاع الذهب الذي تم جمعه نتيجة لذلك.
ومع ذلك، إذا أعلنوا كلمة غير صحيحة، لا يتم إطلاق الذهب وبدلاً من ذلك تبدأ بوابة غرفة الكنز في الإغلاق على الفور، مما يدفع المتسابقين إلى الهروب السريع، ويكملون اللعبة دون مكاسب.
ثم يتم وزن الذهب الفائز وتحويله إلى عملة محلية؛ وهذا يجعل أموال جائزة المتسابقين. في معظم البلدان، يتم التبرع بالأموال التي فاز بها الفريق لجمعية خيرية. بعض البلدان، بما في ذلك إسبانيا والأرجنتين والمملكة المتحدة وبلجيكا، تعطي الأموال مباشرة لأعضاء الفريق. يمنح البعض إجازات بدلاً من المال، اعتمادًا على مقدار ما فاز به الفريق. في فرنسا، بين عامي 1990 و1992، تم التبرع بالكنز للفريق، ولكن منذ عام 1993، أصبحت الجائزة بأكملها تذهب إلى الأعمال الخيرية. ثم مرة أخرى في عام 2010، تم التبرع بأموال الجائزة للمتسابقين.

## روابط خارجية
- قلعة بويار على موقع IMDb (الإنجليزية)
- قلعة بويار على موقع كينوبويسك (الروسية)
- قلعة بويار على موقع قاعدة بيانات الفيلم (الإنجليزية)